# Schule Blexen
Die Schule Blexen, Fährstraße 31, im niedersächsischen Nordenham-Blexen im Landkreis Wesermarsch stammt als Schule vom Ende des 19. Jahrhunderts.

Aktuell (2023) wird sie als Grundschule genutzt.
Das Gebäude steht unter Denkmalschutz (siehe auch Liste der Baudenkmale in Nordenham).

## Geschichte
Seit 1595 hatte das Kirchspiel Blexen eine Hauptschule. 1878 wurde an einem Dorfplatz an der Fährstraße 7 eine Volksschule gebaut, die ab 1926 bis 2020 als Turnhalle diente, nachdem ein neuer Schulbau an der Fährstraße 31 eingeweiht wurde.

## Beschreibung
Das zweigeschossige neunachsige traufständige verklinkerte Gebäude mit Walmdach und Walmdachgauben, einem dreigeschossigen dreiachsigen prägenden Giebelrisalit mit dem mittigen rundbogigen gerahmten Eingang sowie den steinstrukturierten Brüstungsfeldern zwischen den eckigen hohen Fenstern wurde 1926 gebaut. Das Bauwerk ist im Stil ein typischer Vertreter der 1920er Jahre.
Das Landesdenkmalamt befand zur Bedeutung: „… geschichtlich, städtebaulich …“
1968 wurde auf dem hinteren Areal ein verklinkerter zweigeschossiger Erweiterungsbau errichtet sowie um 1971 eine Turnhalle mit Nebenräumen.

## Grundschule
In der heutigen (Stand 2024) Grundschule unterrichten neun Lehrkräfte in sieben Klassen. Vier weitere pädagogische Mitarbeiter wirken in der Betreuung und im Vertretungsunterricht. Der Schule stehen acht Klassenräume, je ein(e) Werkraum, Medienraum, Schulküche, Schülerbücherei, Mehrzweckraum und die Turnhalle sowie der Eingangsbereich mit Spieleinrichtungen zur Verfügung. Die Kinder kommen überwiegend aus dem Kindergarten Blexen, mit dem eine pädagogische Zusammenarbeit besteht. Kooperationen mit diversen außerschulischen Partnern werden gepflegt. Ein Förderverein von 2007 unterstützt die Schule.